# Cleveland Heights
Cleveland Heights is een plaats (city) in de Amerikaanse staat Ohio, en valt bestuurlijk gezien onder Cuyahoga County.

## Demografie
Bij de volkstelling in 2000 werd het aantal inwoners vastgesteld op 49.958.
In 2006 is het aantal inwoners door het United States Census Bureau geschat op 47.097, een daling van 2861 (-5,7%). In 2010 zakte het aantal inwoners verder tot 46.121.

## Geografie
Volgens het United States Census Bureau beslaat de plaats een oppervlakte van
21,0 km², geheel bestaande uit land.

## Plaatsen in de nabije omgeving
De onderstaande figuur toont nabijgelegen plaatsen in een straal van 8 km rond Cleveland Heights.

## Geboren in Cleveland Heights
- Debra Winger (1955), actrice